# Кончезерское сельское поселение
Кончезе́рское сельское поселение — муниципальное образование в Кондопожском районе Республики Карелия Российской Федерации. Административный центр — село Кончезеро.

## Население
| 2009  | 2010  | 2012  | 2013  | 2014  | 2015  | 2016  |
| ----- | ----- | ----- | ----- | ----- | ----- | ----- |
| 1880  | ↘1746 | ↘1679 | ↘1621 | ↘1559 | ↘1541 | ↘1518 |
| 2017  | 2018  | 2019  | 2020  | 2021  | 2023  |       |
| ↘1468 | ↘1428 | ↘1370 | ↘1297 | ↗1534 | ↘1465 |       |

## Населённые пункты
В состав сельского поселения входит 10 населённых пунктов:
| №  | Населённый пункт    | Тип населённого пункта | Население |
| -- | ------------------- | ---------------------- | --------- |
| 1  | Большое Вороново    | деревня                | ↘23       |
| 2  | Викшица             | деревня                | →0        |
| 3  | Восточное Кончезеро | деревня                | ↘6        |
| 4  | Галлезеро           | деревня                | →0        |
| 5  | Гомсельга           | деревня                | ↘3        |
| 6  | Западное Кончезеро  | деревня                | ↘12       |
| 7  | Кивач               | посёлок                | →56       |
| 8  | Кончезеро           | село                   | ↘1501     |
| 9  | Сопоха              | посёлок                | ↘13       |
| 10 | Чупа                | деревня                | ↘7        |

Кроме того на территории сельского поселения находятся 4 бывших населённых пункта: Тюппега, Паднаволок, Пертнаволок, Шушки.
В состав поселения также входит больничный городок РПБ «Сампо».